# Conical Hill, Antarktis
Conical Hill är en kulle i Antarktis. Den ligger i Östantarktis. Nya Zeeland gör anspråk på området. Toppen på Conical Hill är 655 meter över havet.
Terrängen runt Conical Hill är varierad. Trakten är obefolkad. Det finns inga samhällen i närheten. 